# Казуки Накаджима
Вижте пояснителната страница за други личности с името Накаджима.
Казуки Накаджима е японски пилот от Формула 1. Роден е на 11 януари 1985 в Оказаки, Япония. Син е на пилота Сатору Накаджима. Има 36 участия във Формула 1, в които записва девет точки, всичките с тима на Уилямс.

## Кариера
Най-големият успех в кариерата си Казуки бележи с победа на 24-те часа на Льо Ман през 2018 г., заедно с Фернандо Алонсо и Себастиен Буеми, като част от отбора на Тойота (Toyota Motorsport GmbH). Той е и първият японец победил в състезанието, състезавайки се с японски автомобил.